# Zámek Boldt

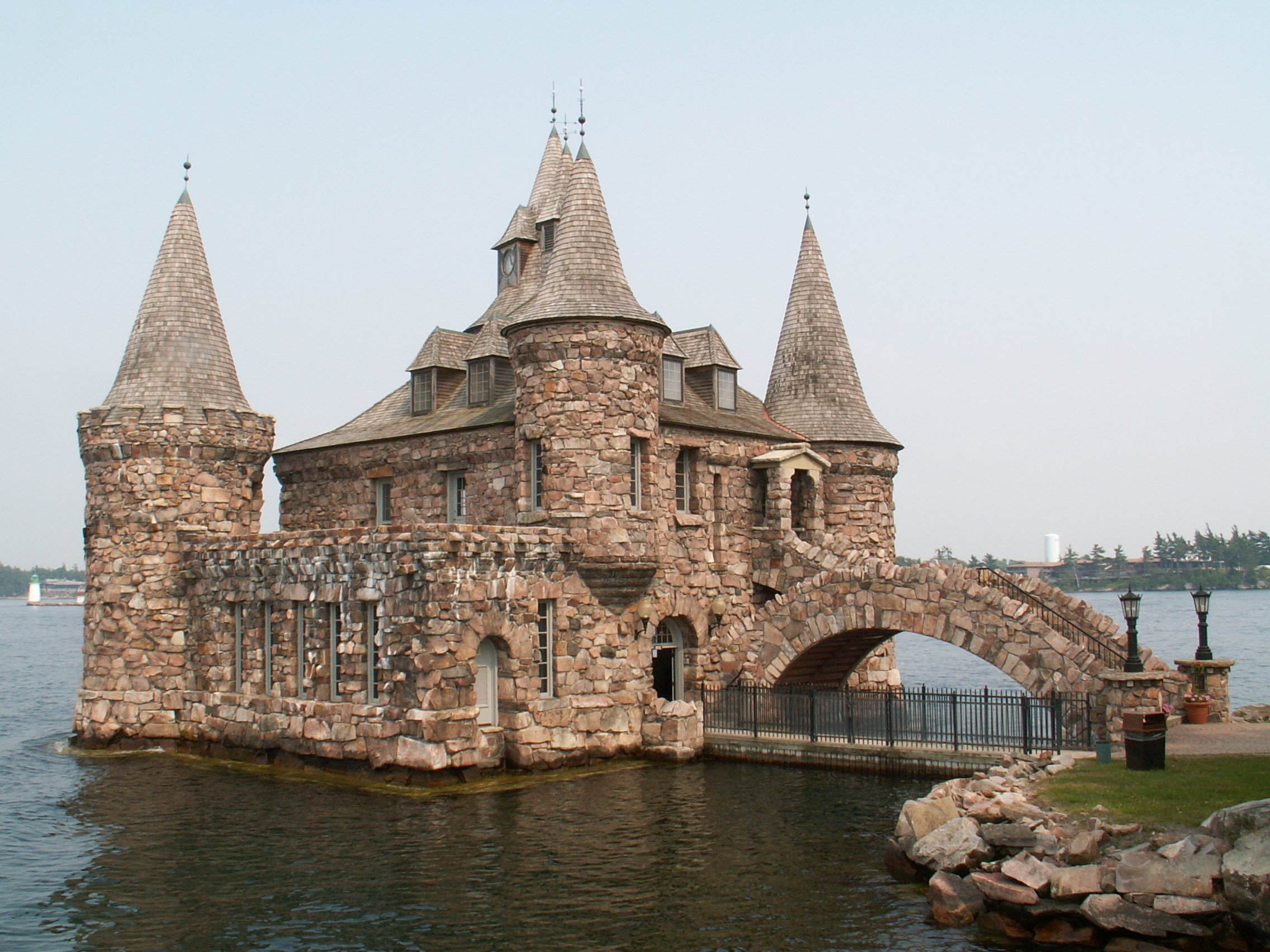
Budova generátoru elektřiny

Zámek Boldt byl postaven na ostrově Heart na řece sv. Vavřince v oblasti nazývané Tisíc ostrovů ve státě New York ve Spojených státech amerických. Je považován za největší turistickou atrakci v regionu.

## Historie
Zámek nechal postavit pro svoji ženu americký milionář pruského původu George Charles Boldt, který byl mj. majitelem luxusního hotelu Waldorf-Astoria v New Yorku.
Stavba začala v roce 1900. Zhruba 300 lidí, včetně kameníků, tesařů, a dalších pracovníků budovalo zámek, který měl mít po dokončení 120 místností, vlastní generátor elektřiny, italské zahrady, padací most, samostatnou starodávnou věž pro děti na hraní apod.
V lednu 1904 došlo k tragédii. Boldt telegrafoval na ostrov a přikázal pracovníkům, aby okamžitě zastavili veškeré práce. Jeho žena totiž náhle zemřela. Potom už se Boldt na ostrov nikdy nevrátil. Celkem 73 let byl nedokončený zámek ponechán na pospas větru, dešti, ledu, sněhu a vandalům.

## Současnost
Roku 1977 získala zámek obecně prospěšná společnost Thousand Islands Bridge Authority. Bylo rozhodnuto, že zámek bude opraven, aby byl zachován pro budoucí generace. Od roku 1977 bylo vynaloženo na obnovu zámku a zlepšení ostrova několik milionů dolarů.

## Galerie

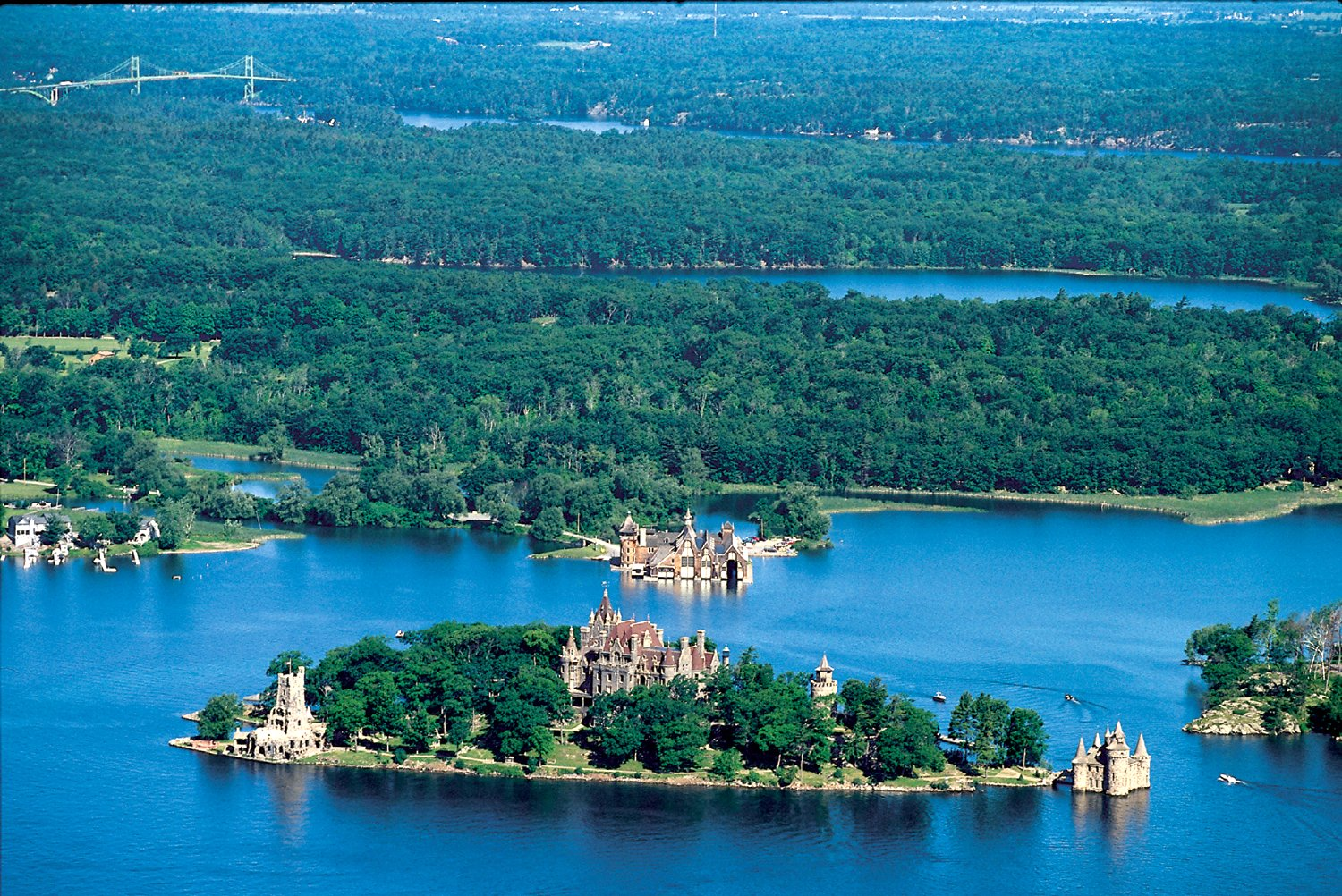
Letecký pohled na ostrov
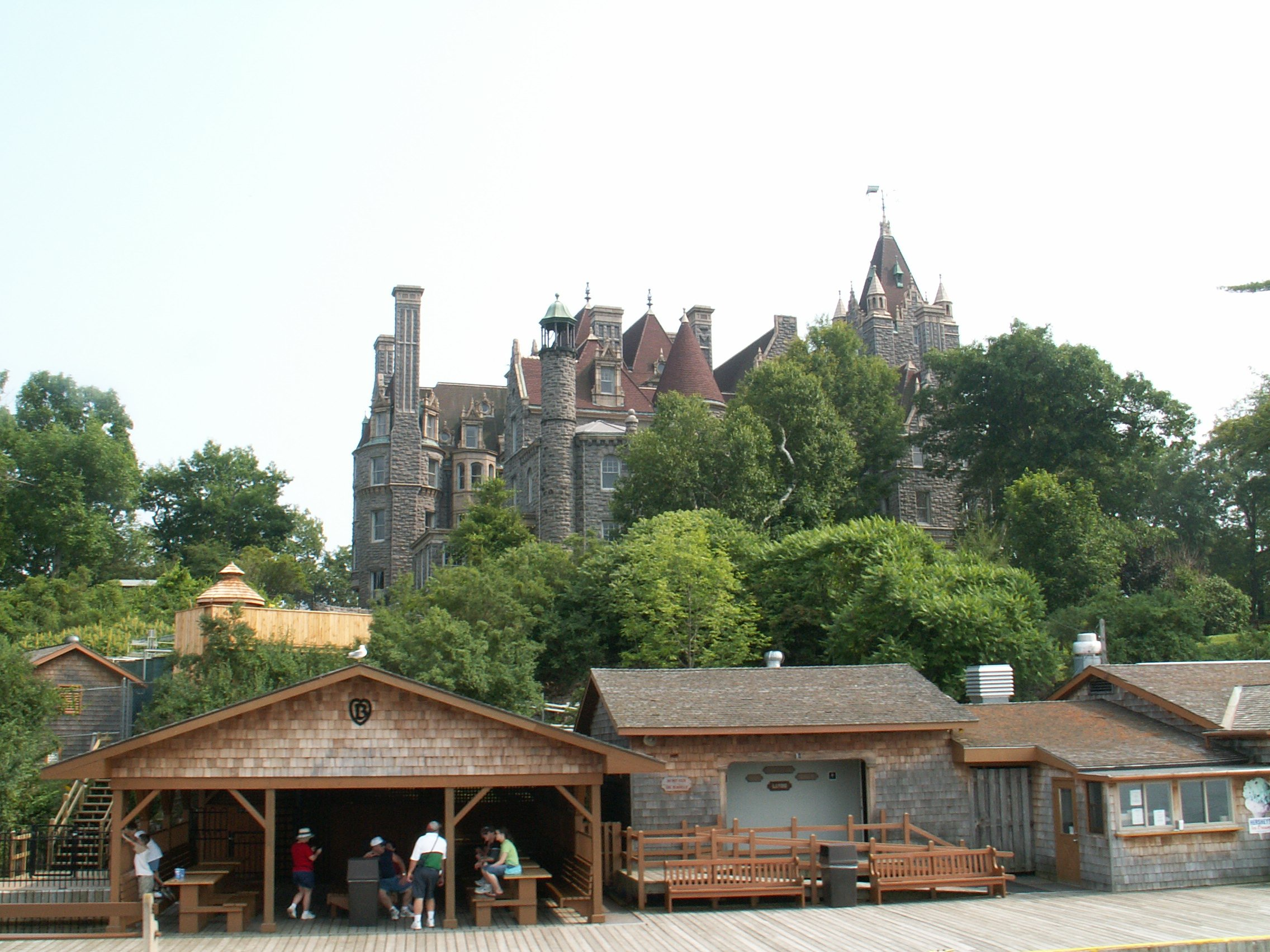
Pohled na zámek
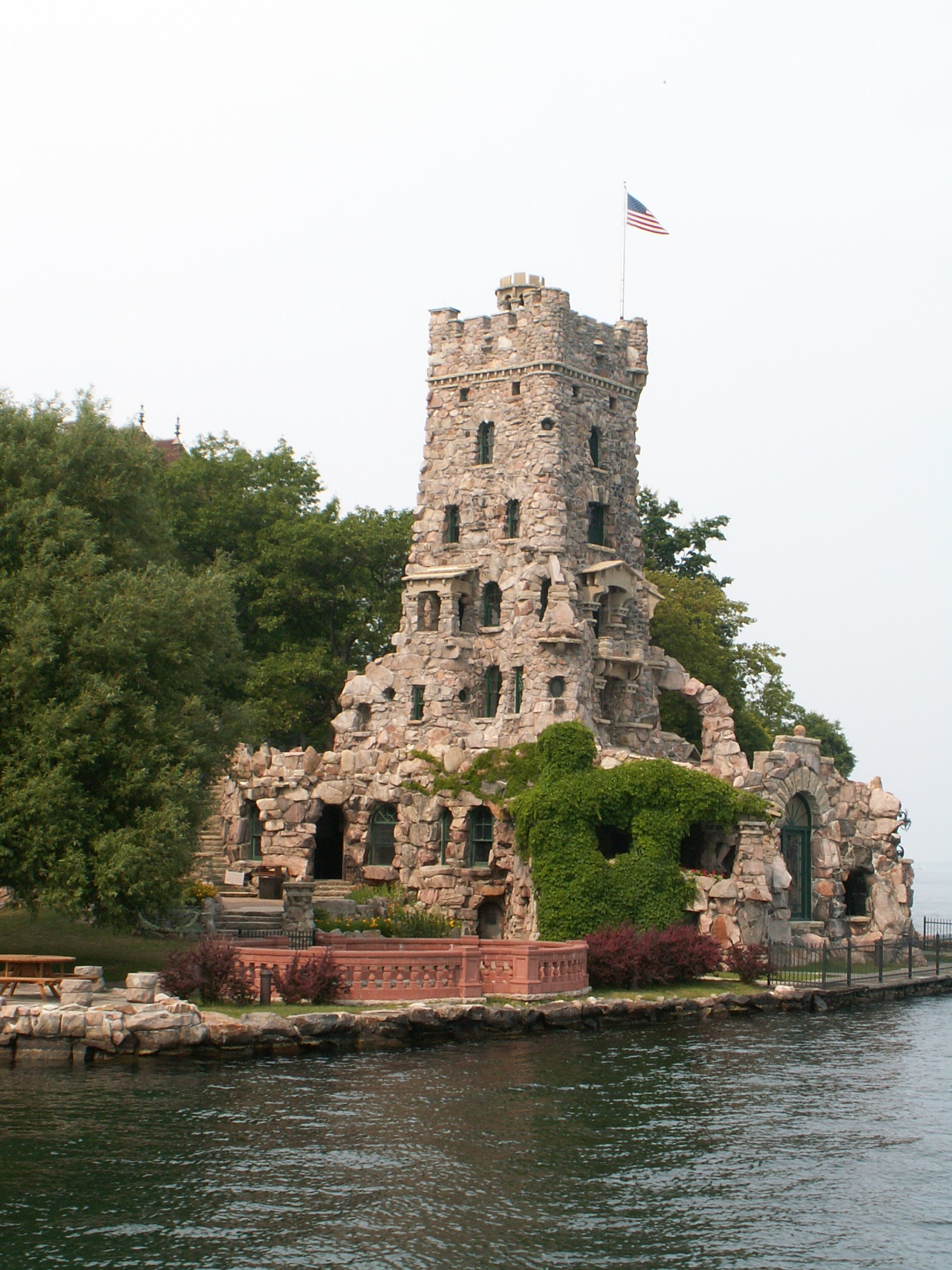
Věž Alster
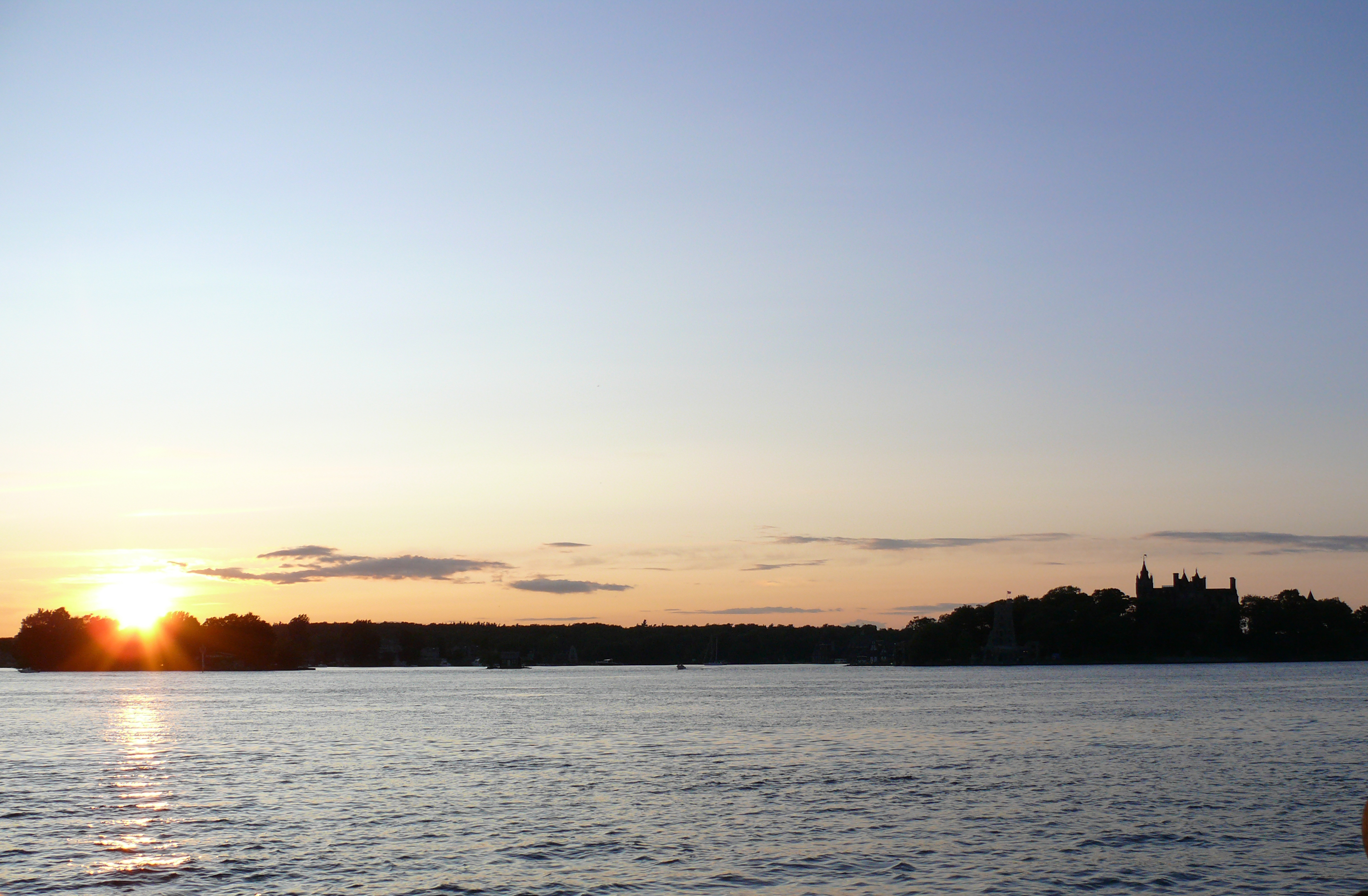
Západ slunce nad ostrovem
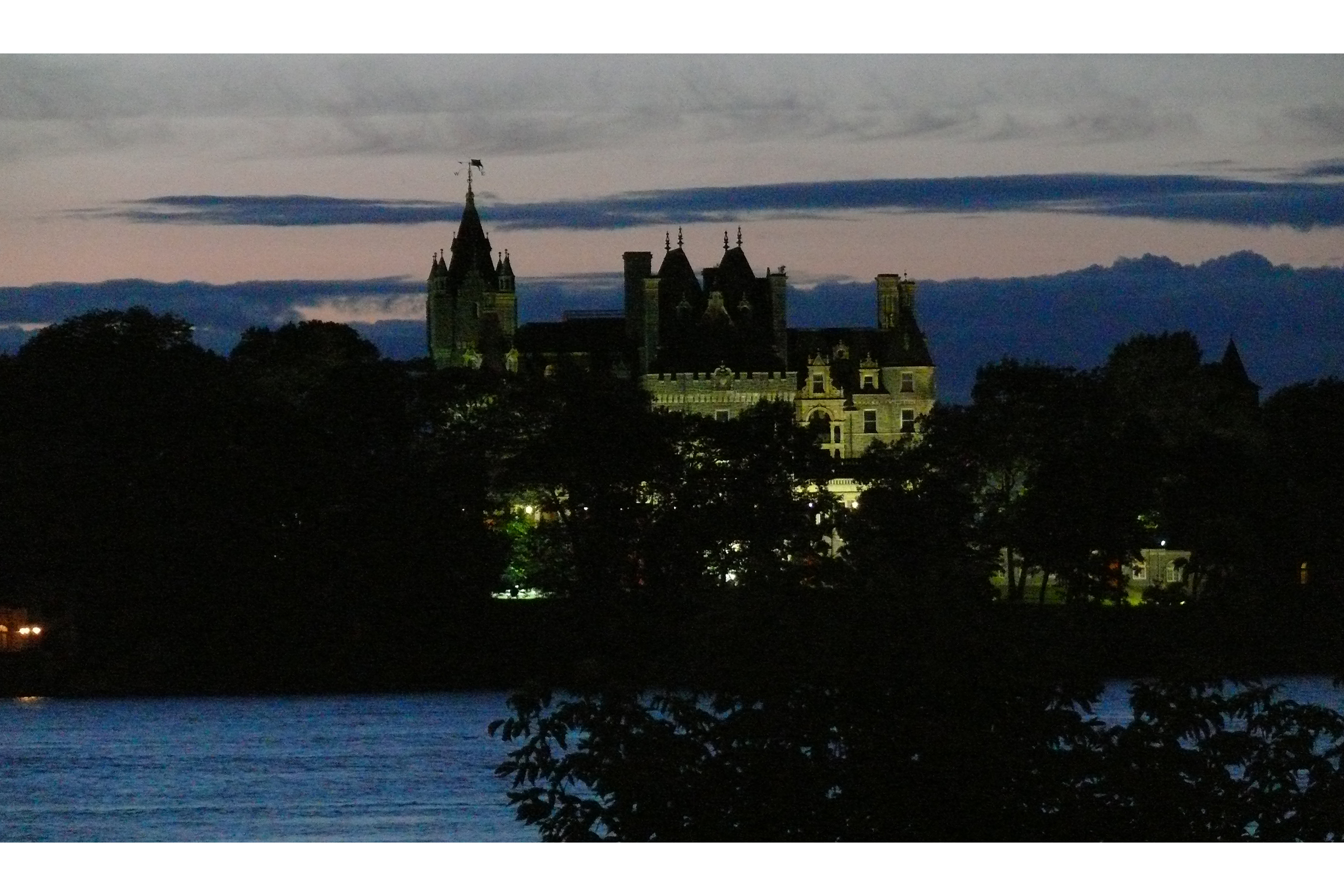
Noční snímek
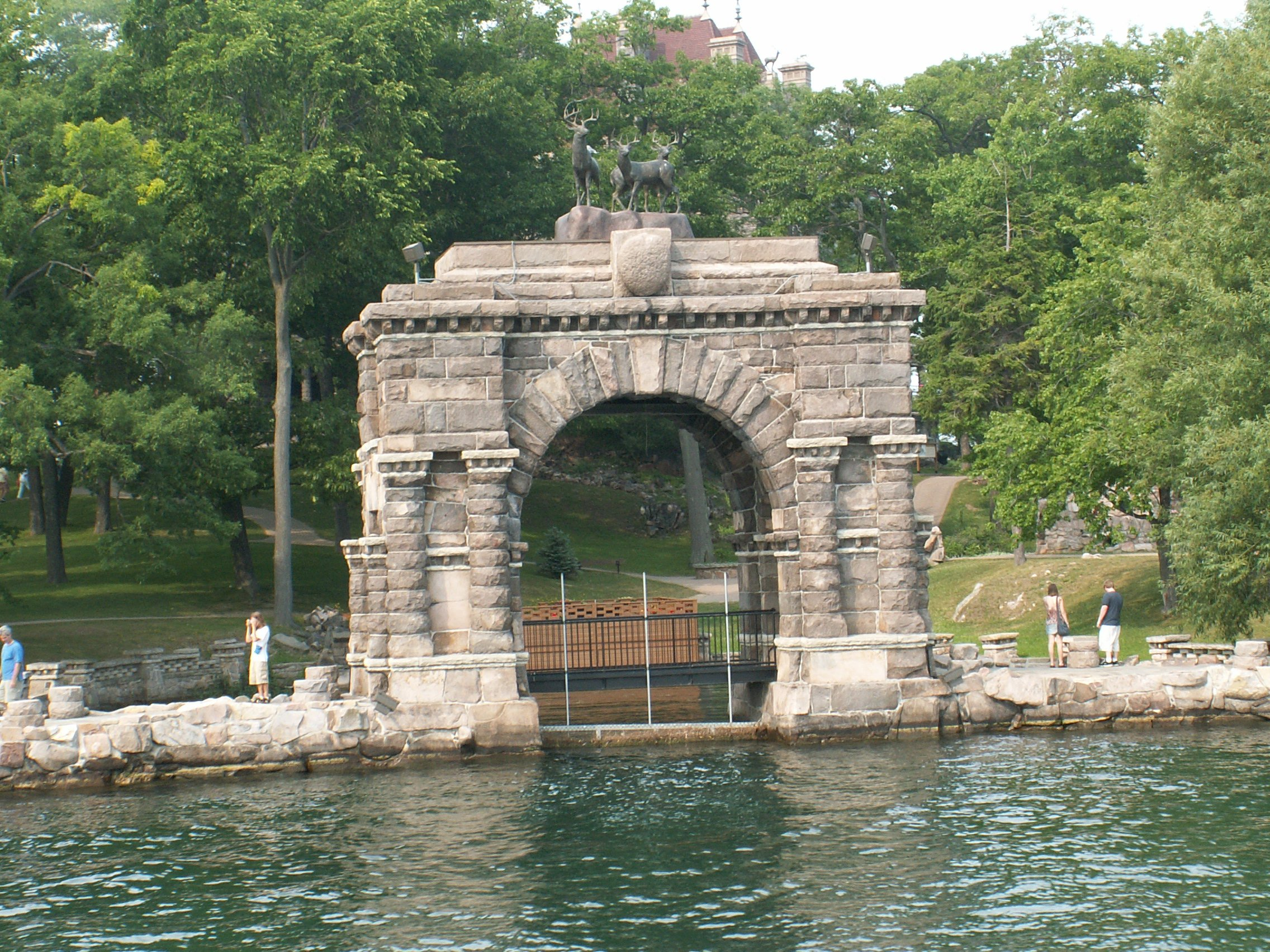
Vítězný oblouk